# 忍者パパ
『忍者パパ』（にんじゃパパ）は、山本康人による日本の漫画作品。『漫画アクション』（双葉社）にて、2006年9号から2009年8号まで連載された。単行本は全7巻。最終話は「第一部・完」となっているが、その後の続きは描かれていない。

## あらすじ
祭 のぶ夫は32歳の若ハゲ、団子鼻、小太りの風貌な上に、会社ではクレーム処理担当で上司からいつも叱られている冴えないサラリーマン。しかし家ではやさしくて美人な妻、綾と2人の子供、空と海に囲まれて、経済的余裕が無いながらも幸せな家庭を築いていた。
しかし、のぶ夫の本当の姿は人を愛することを知ったために抜け忍となってしまった、七狗留（なくる）忍流暗殺術の伝承者にして、最強の忍者であった。自分を追うかつての仲間や、家族を狙う悪と戦う毎日をのぶ夫は過ごす…。
――忍という字は心に刃と書き申す――

## 登場人物

### のぶ夫とその家族
祭 のぶ夫（まつり のぶお）
主人公。表向きは若ハゲで小太りな32歳の食品会社勤務のサラリーマンで、家では一男一女の父親。その真の姿は七狗留忍流の暗殺術伝承者にして、七狗留忍流最強の忍者だった抜け忍。高校生時代の綾と出会ったことで愛を知ってしまい、彼女と暮らすために抜け忍となった。忍者時代は里の麓の役場で職員（地方公務員かどうかは明言されていない）をしていた。
普段は温厚で誠実であり、不器用ながらも慕われる存在。同居している義理の母・梅からは毎日嫌味を言われているものの、妻とのスキンシップは欠かさず行い、子供たちからも慕われていて家族仲は良好。しかし、家族や自身に危険が迫ると冷酷非情な最強の暗殺者としての姿を現し、特に妻に危害を及ぼす者に対しては一切の容赦も無く殺害する等、苛烈さを発揮する。
祭 綾（まつり あや）
のぶ夫の妻。28歳。旧姓・花咲。美人にして心やさしく穏やかな人格者で、良妻賢母の鏡。夫のことを心から愛し、毎晩スキンシップを欠かさない。
高校時代は弓道部に所属しており、この時にのぶ夫は彼女と出会い、のぶ夫が抜け忍となるきっかけになった。人妻となった今でも、綾をものにしようとしたり、利用しようと企む男たちが後を絶たない。
最終回でのぶ夫の正体を知るが、高校時代の記憶もあり、これを受け入れた。
祭 空（まつり そら）
長男。10歳。顔立ちは母親似。活発で運動神経に優れる。
祭 海（まつり うみ）
長女。8歳。顔立ちは父親似。無邪気で穏やか。時折芯の強さを見せる。本人は気付いていないが、のぶ夫の忍者としての才能を受け継いでいる。
花咲 梅（はなさき うめ）
綾の母でのぶ夫の義母。のぶ夫宅に同居している。愛娘・綾がのぶ夫みたいな冴えない男と結婚したことに理解ができず、いつものぶ夫に嫌味を垂れるが、のぶ夫の正体には全く気付いていない（もっとも、その方がのぶ夫にとって都合が良いのだが）。実は菊穴流という古武術の使い手で、免許皆伝も受けているほどの武芸者。

### 七狗留忍流
大昔から時の権力者の陰で暗躍してきた忍者集団。大抵のことはもみ消しにできるほど、権力者とのつながりを有している。普段は山中にある里の麓にある町で市民にまぎれて過ごしているが、内実は忍者としての優れた資質を持った者同士を交配させて優秀な種を生み出し忍者として育成している。
総帥
本名不明。七狗留忍流の総帥を務める老人。のぶ夫の始末を命じる。
ムサシ
七狗留忍流総帥の孫娘で、16歳の美少女。実はのぶ夫のかつての婚約者だった。普段は田舎から出てきた穏やかで純朴な女子高生を演じているが、本性は非常に苛烈で残忍。里の外を「吐き溜め」と言う等、現代社会を非常に嫌っている。忍者としては短気で感情的ではあるものの、のぶ夫と互角に渡り合うほどの高い技量を持つ。自身の親しい存在に対しては優しく誠実な一面を見せる一方で、元・婚約者ののぶ夫を病的に執着している。
鬼丸が自分を出し抜きつつ、のぶ夫の妻子を誘拐した事に怒り、のぶ夫と一時共同戦線を張って鬼丸を倒すが、のぶ夫の正体を受け入れた綾に夫婦の絆を見せつけられ、鬼丸と共に里へ帰った後、愛について自問自答する日々を送ることとなる。
鬼丸
のぶ夫のライバルで、里のナンバー2だったが、抜け忍になったのぶ夫に敗れてから酒と喧嘩と薬に溺れて堕落。のぶ夫に復讐心を燃やしており、幾度も対決に挑んでいる。
後に世捨て人のフリをしながらも着々とのぶ夫の情報を集めついに家を突きとめるが、それをムサシには一切教えず、妻子を誘拐してのぶ夫の暗殺を計画する。しかし、のぶ夫への復讐を果たす寸前、出し抜かれたことに怒ったムサシの奇襲に敗れる。命は助かったものの精神に本格的な異常をきたし、ムサシの小間使いとして里へ帰っていく。
小鉄
のぶ夫に差し向けられた刺客の一人。
稲荷
七狗留のくノ一で、普段は宝くじ売り場の売り子として暮らしている中年女性。のぶ夫を始末して暗殺任務への返り咲きを狙う。
丸子
七狗留の少年忍者で、のぶ夫を慕っていた。忍ハトを使う以外の忍者としての資質不足に悩んだ末に抜け忍となるも、のぶ夫に殺された。
のぶ夫の弟
本名不明。伝承者争いでのぶ夫と戦い、殺されてしまった。

### のぶ夫の会社関係者
野口
のぶ夫の部下である女性社員。のぶ夫の事を尊敬しており、彼に対して優しく接する。危ないところを助けてくれた忍者（のぶ夫）に憧れている。
栗鼠課長
のぶ夫の上司。のぶ夫に対するパワハラや野口に対するセクハラが酷く人間性は最悪だが、その一方で梅沢がのぶ夫に仕事を押し付けた時には手伝うような場面も。妻や子供からは冷たく扱われているが、様子がおかしい時には心配してくれる程度の優しさはもたれている

### のぶ夫の敵対者
上条
大金持ちの御曹司で若くして社長。綾の高校時代の同級生で、綾を「アーヤ」と呼んでいた。カネの力で綾を奪おうとするが綾に拒絶される。それでも諦めずに綾を奪おうとしたためにのぶ夫の怒りを買い、殺された。
梅沢部長
親会社から出向してきた部長。パワハラ上司。出世のために自分の妻を上司に差し出し、その結果息子ともども自殺に追いやった揚句に役立たず呼ばわりし、のぶ夫にも妻を差し出すように命じた外道。大学ボクシングタイトル保持者。右ストレートに自信を持っていたが、のぶ夫には一切通じず、殺された。

## 書誌情報
- 山本康人『忍者パパ』双葉社〈アクションコミックス〉、全7巻

1. 2006年10月28日発売、ISBN 978-4575832990
2. 2007年5月28日発売、ISBN 978-4575833614
3. 2008年1月28日発売、ISBN 978-4575834505
4. 2008年6月28日発売、ISBN 978-4575835021
5. 2008年11月28日発売、ISBN 978-4575835533
6. 2009年2月28日発売、ISBN 978-4575835847
7. 2009年6月27日発売、ISBN 978-4575836356